# گورستان مهرآباد (بناب)
قبرستان مهر آباد مربوط به دوران‌های تاریخی پس از اسلام است و در بناب، خیابان شهید مطهری، جنوب شرقی مسجد مهر آباد واقع شده و این اثر در تاریخ ۲۷ مرداد ۱۳۸۲ با شمارهٔ ثبت ۹۷۱۱ به‌عنوان یکی از آثار ملی ایران به ثبت رسیده است.